# Lakhva
 (avril 2025).
Lakhva (en biélorusse et en russe : Лахва ; en polonais : Łachwa ; en hébreu : לחווא ; en yiddish : לאַכװע) est un village de la voblast de Brest, en Biélorussie. Sa population s'élevait à 1 850 habitants en 2009.

## Géographie
Lakhva se trouve à l'est de la voblast de Brest, dans la région historique de Polésie, à 25 km à l'est de Louninets.

## Histoire
Au cours du XXe siècle, ce village a appartenu à l'Empire russe jusqu'en 1919, puis fit partie du territoire polonais de 1919 à 1939, puis enfin de la république socialiste soviétique de Biélorussie en Union soviétique, puis de la Biélorussie indépendante.

### Ghetto de Lakhva
Lakhva est connue pour le soulèvement du ghetto juif pendant la Seconde Guerre mondiale. Avant la guerre, Lakhva était un shtetl (village juif d'Europe de l'Est). Le ghetto de Lakhva fut créé en avril 1942 et pratiquement détruit en septembre 1942, après l'insurrection de ses occupants contre les nazis. Environ 600 Juifs furent tués durant la résistance armée, mais environ 1 000 Juifs réussirent à s'échapper du ghetto et 600 d'entre eux atteignirent les marais du Pripet. La plupart des évadés furent trahis par les habitants des environs et seulement 120 parvinrent à atteindre la forêt. Environ 500 personnes furent conduites jusqu'à des fosses et exécutées.

## Population
Recensements (*) ou estimations de la population :
| 1886 | 1972  | 2009  |
| ---- | ----- | ----- |
| 892  | 2 374 | 1 850 |